# Banque nordique d'investissement
La Banque nordique d'investissement (NIB) est une banque de développement ayant son siège à Helsinki. Elle est fondée dans les années 1975 par le Danemark, la Finlande, l'Islande, la Norvège et la Suède. L'Estonie, la Lettonie et la Lituanie deviennent membres de l'institution en 2005.